# Phyllanthus bonnardii
Phyllanthus bonnardii är en emblikaväxtart som beskrevs av Jean F.Brunel. Phyllanthus bonnardii ingår i släktet Phyllanthus och familjen emblikaväxter.
Artens utbredningsområde är Elfenbenskusten. Inga underarter finns listade i Catalogue of Life.